# Juliana Lohmann
Juliana Ragghianti Lohmann Cardoso (Niterói, 1 de setembro de 1989) é uma atriz brasileira.

## Carreira
Em 1998, Juliana foi descoberta enquanto assistia aos jogos da Copa do Mundo através de um telão na praia de Icaraí, em Niterói. Um caçador de talentos a convidou para um teste de modelo. Três anos após, ingressou na Rede Globo como atriz do seriado Malhação. Sua personagem era Gabriela Ferreira, menina geniosa e a caçula da família; permaneceu no seriado adolescente até 2002.
Em 2002, participou da telenovela O Beijo do Vampiro como a Pandora, que formou um triângulo amoroso com os personagens de Kayky Brito e Cecília Dassi. Em 2004, após uma participação no seriado Um Só Coração, Juliana voltou às telenovelas como a Teca, de Começar de Novo, mais uma vez interpretando a namorada do personagem de Kayky Brito. Em 2005, participou do Paraná Fashion como modelo. No mesmo ano, entrou no fim da temporada da peça Namoro.
Em 2006, após participações especiais em programas da Rede Globo, saiu da casa para ingressar na RecordTV Rio através da telenovela Vidas Opostas, no papel de Carla Rocha, filha do casal interpretado por Luciano Szafir e Babi Xavier. Em 2007, Juliana desfilou no Fashion Rio. Além disso, participou da nova temporada do seriado Mandrake do Canal HBO, interpretando a personagem Alice. Por ser menor de idade, para realizar a gravação, Lohmann necessitou de uma autorização especial do Juizado de Menores e de um aval de uma psicóloga, pois o papel era de uma prostituta adolescente. No mesmo ano, a atriz fez um ensaio sensual para o site Paparazzo, logo após completar 18 anos; as fotos foram inspiradas no livro Lolita, de Vladimir Nabokov.
Em 2008, Juliana interpretou a problemática Manu na telenovela Chamas da Vida da RecordTV. Em dezembro de 2009, Juliana e mais duas amigas e colegas de profissão (Lara Gay e Michelly Barros), lançaram um livro chamado "Ela a Outra e Eu", composto por poemas que foram unidos em único livro no qual as protagonistas parecem uma só; o livro foi lançado pela editora iVentura.
Em 2011, Juliana Lohmann volta à Rede Globo. Curiosamente, a atriz retorna à emissora carioca para integrar o elenco do programa que lhe lançou há exatos 10 anos. Juliana participou da temporada de Malhação, sob o título de "Malhação Conectados". Sua terceira personagem no seriado se chamou Débora, uma garota de caráter muito duvidoso. Em 2013, participou de A Grande Família. Lohmann voltou ás novelas em Joia Rara, novela das 6, onde viveu Belmira, uma jovem recatada e que sonha em ser freira.
Em 2015, Juliana interpretou a manicure Neide na novela I Love Paraisópolis. Em 2016 fez uma participação da série E Aí... Comeu? do canal por assinatura Multishow, onde protagonizou cenas quentes com o ator Bruno Mazzeo. Ainda em 2016 está gravando o filme Motorrad que é um suspense sobre motoqueiros gravado em Minas Gerais sob a direção de Vicente Amorim. Em Seguida, Ao lado de Marco Pigossi vão estrelar o filme O Campeão, de Paulo Thiago.

## Vida pessoal
Em 2007 namorou o ator Daniel Dalcin que conheceu nos bastidores da novela Vidas Opostas onde contracenavam. Juliana namorou por quase dois anos o ator Caio Paduan, que ela conheceu na temporada de 2011 de Malhação. O relacionamento chegou ao fim em 2013. Em seguida, assumiu namoro com o produtor Felipe Fagundes, sobrinho do ator Antônio Fagundes. O relacionamento durou 7 meses. Entre 2015 e 2017 namorou o ator Pedro Nercessian.

## Filmografia

### Televisão
| Ano     | Título                  | Personagem                    | Nota                                           |
| ------- | ----------------------- | ----------------------------- | ---------------------------------------------- |
| 2001–02 | Malhação                | Gabriela Ferreira (Gabi)      | Temporada 8                                    |
| 2003    | O Beijo do Vampiro      | Pandora d'Montmatre           | Episódios: "3 de março–2 de maio"              |
| 2004    | Um Só Coração           | Antônia                       | Episódios: "6–7 de janeiro"                    |
| 2004    | Começar de Novo         | Teresa Cristina Borges (Teca) |                                                |
| 2005    | Malhação                | Ciça                          | Episódio: "12 de agosto"                       |
| 2006    | A Diarista              | Nara                          | Episódio: "Aquele da Chuva"                    |
| 2006    | Vidas Opostas           | Carla Rocha                   |                                                |
| 2007    | Mandrake                | Alice                         | Episódio: "João Santos"                        |
| 2008    | Chamas da Vida          | Manuela Castelli (Manu)       |                                                |
| 2011    | Sansão e Dalila         | Judi                          |                                                |
| 2011–12 | Malhação Conectados     | Débora Guimarães de Oliveira  | Temporada 19                                   |
| 2013    | A Grande Família        | Leandra (jovem)               | Episódio: "Bebel e Sua Moto"                   |
| 2013    | Joia Rara               | Belmira Vidal Pacheco Leão    |                                                |
| 2015    | As Canalhas             | Karen                         | Episódio: "Karen"                              |
| 2015    | I Love Paraisópolis     | Francineide Matos (Neidinha)  |                                                |
| 2016    | E Aí... Comeu?          | Paola                         | Episódio: "29 de agosto"                       |
| 2017    | O Outro Lado do Paraíso | Cliente de Duda               | Episódio: "1 de dezembro"                      |
| 2020–21 | Amor sem Igual          | Cindy Valadares               |                                                |
| 2020    | Bom Dia, Verônica       | Paloma                        | Episódio: "Fora da Caixa" Episódio: "A Gaiola" |
| 2021    | Gênesis                 | Judite                        | Fase: Jacó                                     |

### Cinema
| Ano  | Título                         | Personagem |
| ---- | ------------------------------ | ---------- |
| 2011 | Malu de Bicicleta              | Renata     |
| 2011 | Teus Olhos Meus                | Carla      |
| 2013 | Faroeste Caboclo               | Cris       |
| 2016 | A Frente Fria que a Chuva Traz | Fabi       |
| 2016 | Em Nome da Lei                 | Luna       |
| 2018 | Motorrad: A Trilha da Morte    | Bia        |
| 2018 | A Última Chance                | Luciana    |

## Teatro
| Ano  | Título | Papel   |
| ---- | ------ | ------- |
| 2005 | Namoro | Simone  |
| 2015 | Roma   | Isabela |